# シリーズ・横溝正史短編集
『シリーズ・横溝正史短編集』（シリーズ よこみぞせいしたんぺんしゅう）は、NHK BSプレミアムのテレビドラマシリーズ。原作はすべて横溝正史の推理小説。原則として短編を原作とするが、一部に長編を要約して短編に仕立てた作品もある。2016年11月に最初のシリーズとして3作品が放送され、2022年2月までに3シリーズ9作品が放送された。2025年3月には第4シリーズをNHK BS8Kにて放送予定。

## 概要
横溝正史の短編小説をドラマ化。全編、主人公である名探偵・金田一耕助を池松壮亮が演じている。
映画、CM、ミュージックビデオなどを手掛けるクリエイターが演出を担当。科白やナレーションのほぼ全てを原作から抽出した文言として重要な文言は字幕でも表示し、原作のストーリーを忠実に映像化するという方針は共通しているが、各話それぞれに作風は大きく異なる。

## 第1弾『金田一耕助登場!』
横溝正史の初期の傑作短小説と言われる「黒蘭姫」「殺人鬼」「百日紅の下にて」を映像化。
2016年11月24日から11月26日にかけて3夜連続で放送。2020年9月26日には『池松壮亮×金田一耕助1』というタイトルで3作まとめて幕間にメイキングも加えた完全版が放送された。

### 黒蘭姫
2016年11月24日放送。
キャスト
- 金田一耕助 - 池松壮亮
- 磯野アキ - 山田真歩
- 糟谷六助 - レイザーラモンHG
- 伏見順子 - 相楽樹
- 柴崎珠江 - 鳥居みゆき
- 沢井啓吉 - 水間ロン
- 宮武謹二 - 山中聡
- 綾子 - 矢島理佐
- 清子 - 高橋花生
- 川崎 - 原元太仁
- 新野恭平 - 長勲
- マダム - 町田マリー
- 等々力警部 - 中村有志
- 朗読 - 秋山慎治

スタッフ
- 脚本・演出 - 宇野丈良

### 殺人鬼
2016年11月25日放送。
キャスト
- 金田一耕助 - 池松壮亮
- 八代竜介 - 松居大悟
- 亀井淳吉 - 村松卓矢
- 加奈子 - 福島リラ
- 賀川達哉 - 永野
- 賀川梅子 - 岩井志麻子
- 浅野 - 森下能幸
- 刑事 - 佐藤佐吉

スタッフ
- 演出,脚本 - 佐藤佐吉

### 百日紅の下にて
2016年11月26日放送。
キャスト
- 金田一耕助 - 池松壮亮
- 佐伯一郎 - 嶋田久作
- 佐伯由美 - コムアイ（水曜日のカンパネラ）
- 志賀久平 - マギー審司
- 五味謹之助 - ゆってぃ
- 鬼頭準一 - 白仁裕介
- 川地謙三・朗読 - 栁俊太郎

スタッフ
- 演出 - 渋江修平

## 第2弾『金田一耕助 踊る！』
第1弾と同様に横溝の小説3作品を映像化。第3回では長編『犬神家の一族』を29分の短編ドラマとして描く。
2020年1月18日から3週連続で放送。同年8月8日にはBSプレミアムにて『池松壮亮×金田一耕助』というタイトルで3作まとめて幕間にメイキングも加えた完全版が放送された。

### 貸しボート13号
2020年1月18日放送。
キャスト
- 金田一耕助：池松壮亮
- 等々力警部 - ヤン・イクチュン
- 神門貫太郎 - 嶋田久作
- 駿河譲治 - 朝間優
- 片山達吉 - 本田慎
- 児玉潤 - 本田響矢
- 青木俊六 - 村越亮太
- 川崎美穂子 - 蒔田彩珠
- 岩下トミ - 千葉雅子
- 新井刑事 - 植村宏司
- 朗読 - 石橋静河

- 演出 - 宇野丈良

### 華やかな野獣
2020年1月25日放送。
キャスト
- 金田一耕助 - 池松壮亮
- 越智悦郎 - 門脇麦
- 神尾警部補 - 我妻マリ
- 青木刑事 - 愛わなび
- 鷲尾刑事 - 福島リラ
- 吉岡監察医 - アンミカ
- 高杉奈々子 - 芋生悠
- 高杉啓一 - 辻凪子
- 太田寅蔵 - 小林きな子
- 語り - 田中要次

スタッフ
- 演出 - 佐藤佐吉

### 犬神家の一族
2020年2月1日放送。
キャスト
- 金田一耕助 - 池松壮亮
- 犬神松子 - 坂井真紀
- 犬神佐兵衛 - 斉木しげる
- 犬神竹子 - 内田淳子
- 犬神梅子 - 春野恵子
- 橘署長 - 村杉蝉之介
- 大山神主 - 阿部祐二
- 藤崎鑑識 - 水間ロン
- 犬神佐清 - 渡辺佑太朗
- 野々宮珠世 - 久保田紗友

スタッフ
- 演出 - 渋江修平

## 第3弾『金田一耕助 惑う』
第1弾・第2弾同様に横溝の小説3作品を映像化。2022年2月26日23:00 - 24:29に3作品を連続して放送。

### 女の決闘
キャスト
- 金田一耕助 - 池松壮亮
- 河崎泰子 - 菊池亜希子
- 藤本哲也 - 首藤康之
- 藤本多美子 - 板谷由夏
- ジェームス・ロビンソン - ジョン・カビラ
- マーガレット・ロビンソン - ヤンニ・オルソン
- 木戸郁子 - 山本容子
- 中井夫人 -  YOU
- ジャック安永 - 岩下尚史
- 島田警部補 - みのすけ
- 木下先生 - 中村靖日
- 朗読 - 土岐麻子

スタッフ
- 演出 - 宇野丈良

### 蝙蝠と蛞蝓
キャスト
- 金田一耕助 - 池松壮亮
- 湯浅順平 - 栗原類
- 山名紅吉 - 中島歩
- お繁 - 長井短
- お加代 - 冨永愛
- 片岡哲也
- 加納和可子
- 佐藤佐吉

スタッフ
- 演出 - 渋江修平

### 女怪
キャスト
- 金田一耕助 - 池松壮亮
- 先生（私） - 清水ミチコ
- 持田虹子 - 芋生悠
- 賀川春樹 - 安藤政信
- おすわ - 神野三鈴
- 持田電気 社長 持田恭平 - 小浦一優（芋洗坂係長）
- 皆川まゆむ

スタッフ
- 演出 - 佐藤佐吉

## 第4弾『金田一耕助 悔やむ』
これまで同様に横溝の小説3作品を映像化。2025年3月28日にNHK BS8Kで放送予定。NHK BSでは同年4月19日に、NHK BSプレミアム4Kでは同年4月24日から隔週木曜日に放送予定。作品は「悪魔の降誕祭」「鏡の中の女」「湖泥」。

### 悪魔の降誕祭
キャスト
- 金田一耕助 - 池松壮亮
- 関口たまき - 月城かなと
- 服部徹也 - 竹本織太夫
- 関口梅子 - YOU
- 柚木繁子 - 板谷由夏
- 道明寺修二 - 上川周作
- 服部可奈子 - 佐藤有里子
- 服部由紀子 - 蒼戸虹子
- 志賀葉子 - 土本燈子
- 浜田とよ子 - 伊勢志摩
- 島田警部補 - みのすけ
- 等々力警部 - ヤン・イクチュン
- 朗読 - 北大輔

スタッフ
- 演出 - 佐藤佐吉

### 鏡の中の女
キャスト
- 金田一耕助 - 池松壮亮
- 増本女史 - 中嶋朋子
- 古谷警部補 - 福地桃子
- 河田重人 - 田中要次
- 等々力警部 - ヤン・イクチュン
- 河田登喜子 - 高畑遊
- 倉持タマ子 - 中村ゆりか
- 杉田豊彦 - 倉悠貴
- 河田由美 - 中島セナ
- 三鷹駅員 - 吉田正幸
- タクシー運転手 - 小出圭祐
- ホテルのボーイ - 神谷圭介
- 朗読 - 芋生悠

スタッフ
- 演出 - 宇野丈良

### 湖泥
キャスト
- 金田一耕助 - 池松壮亮
- 志賀恭平 - 嶋田久作
- 志賀秋子 - 夏帆
- 磯川警部 - くっきー!
- 北神九十郎 - 宇野祥平
- 清水巡査 - 濱田龍臣
- 北神浩一郎 - 井之脇海
- 西神康雄 - こだまたいち
- 木村 - 片岡哲也
- 御子柴由紀子 - ジュリアンヌ

スタッフ
- 演出 - 渋江修平

## 制作
- プロデューサー：淵邉恵美
- 制作統括：千葉聡史、松永真一、長嶋甲兵（第一弾）
- 制作統括：松永真一、宮川麻里奈、渡部博美、許斐康公、福良美佳（第二弾）
- 制作：NHKエンタープライズ
- 制作・著作：NHK、テレコムスタッフ